# Mřížovka červená
Mřížovka červená (Clathrus ruber) je druh houby z čeledi hadovkovité (Clathraceae).

## Znaky
Stejně jako ostatní zástupci hadovkovitých vyrůstá plodnice z bílého, kožovitého „čertova vajíčka“, vyznačujícího se rýhovanou, mřížovitou kresbou a rosolovitým povlakem. Na plodnicích často zůstávají jeho zbytky.
Plodnice oblá, 5-10 cm v průměru, s postupně se rozšiřujícími dírami (vyvinuté plodnice tak připomínají mříž). Barva může být, v závislosti na obsahu beta-karotenu a lykopenu, oranžová, růžová nebo červená. Plodnice se rozpadají až ve svém pokročilém stáří.
Pro zralé plodnice je typický mršinový zápach. Vnitřní strana je pokryta glebou - slizkou, výtrusorodou hmotou, která díky vydávanému zápachu přitahuje mouchy. Ty následně roznáší její výtrusy do okolí. Výtrusný prach je olivově hnědý.

## Užití
Vyvinutá plodnice není z důvodu jejího zápachu vhodná ke konzumaci.. Mladé plodnice ve stádia vajíčka se však jíst dají, v některých částech Evropy a Asie se dokonce nakládaná prodávají jako delikatesa.

## Ekologie
Od července do září (pokud je tedy vlhko a teplo zároveň) můžeme mřížovku červenou najít na zahradách, loukách, hřbitovech, v parcích, lesích a ve vinohradech.

## Rozšíření
Původem je houba z Austrálie. Výskyt byl popsán v mnoha oblastech severní polokoule. Hojně roste ve Středozemí (Itálie, Chorvatsko,Španělsko,..), ve střední Evropě je její výskyt poměrně vzácný.

## Galerie

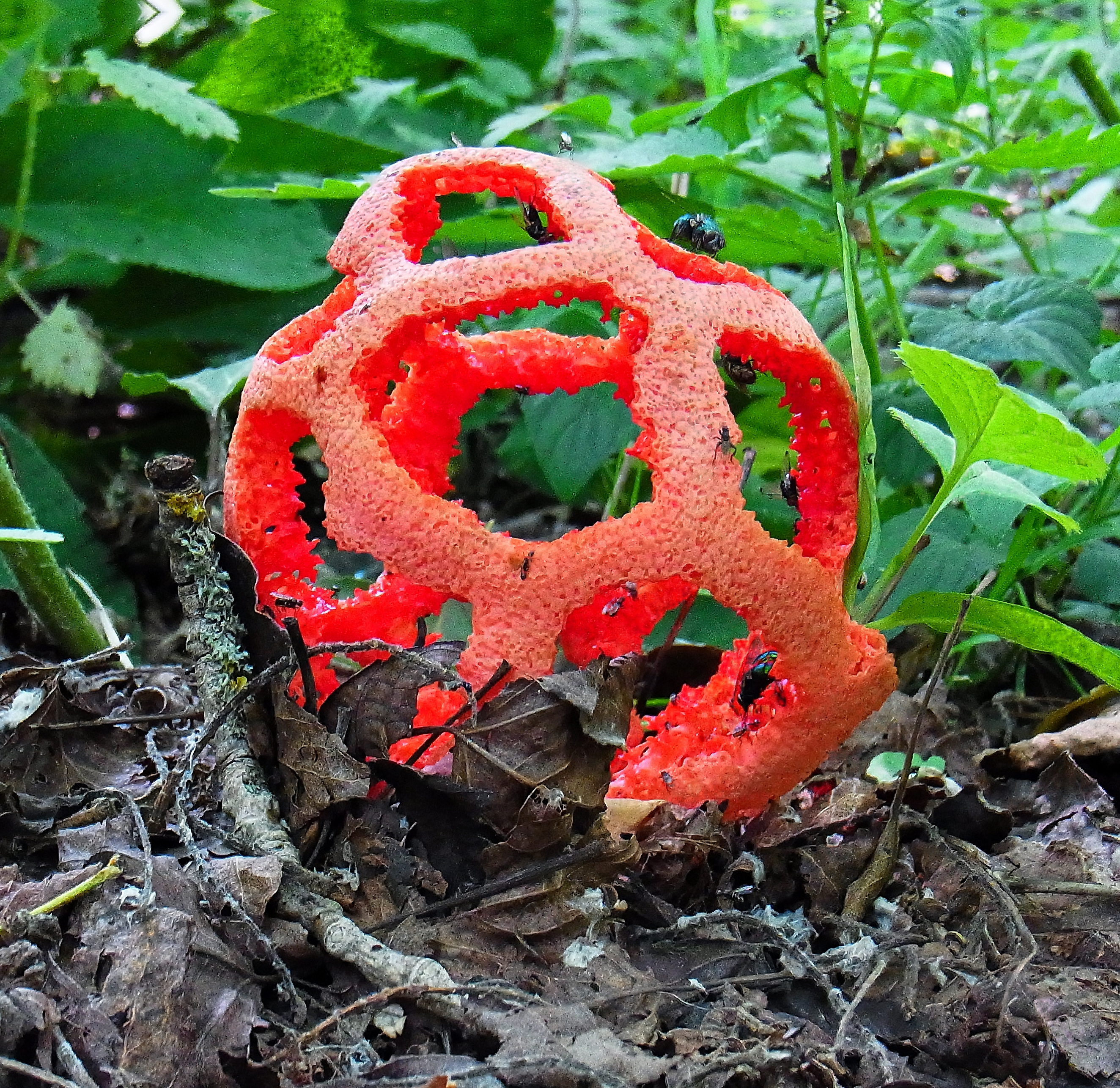
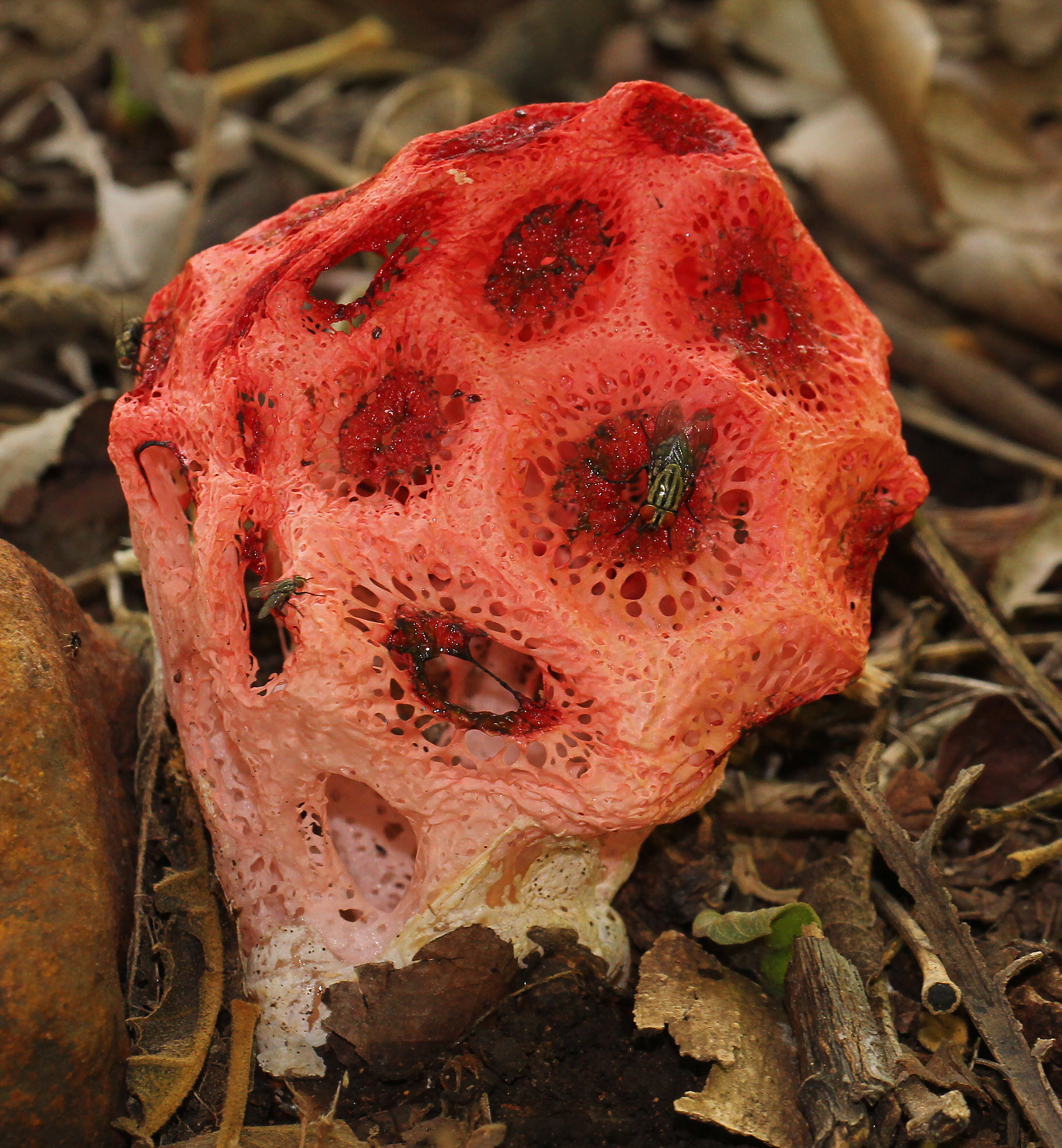
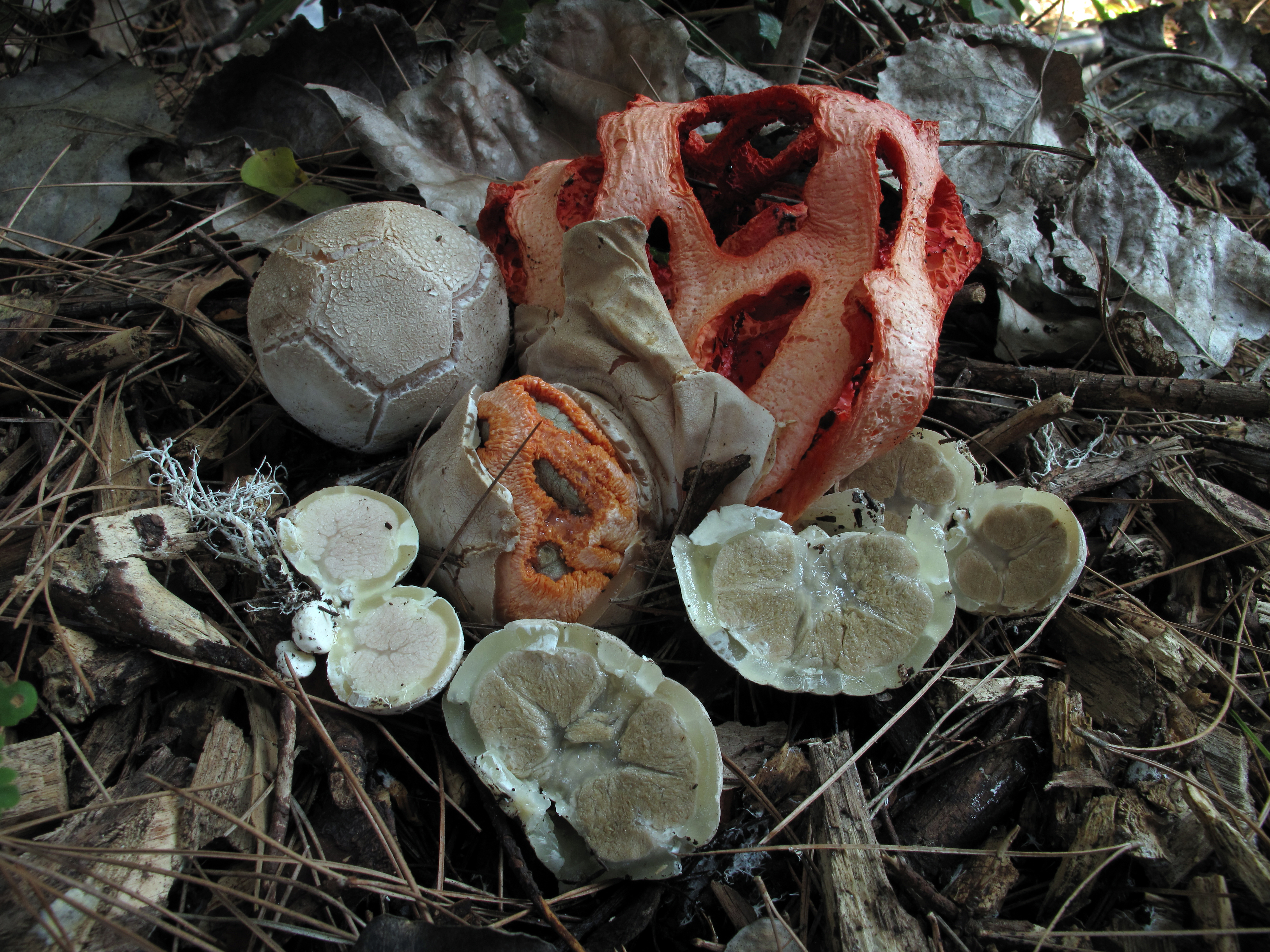
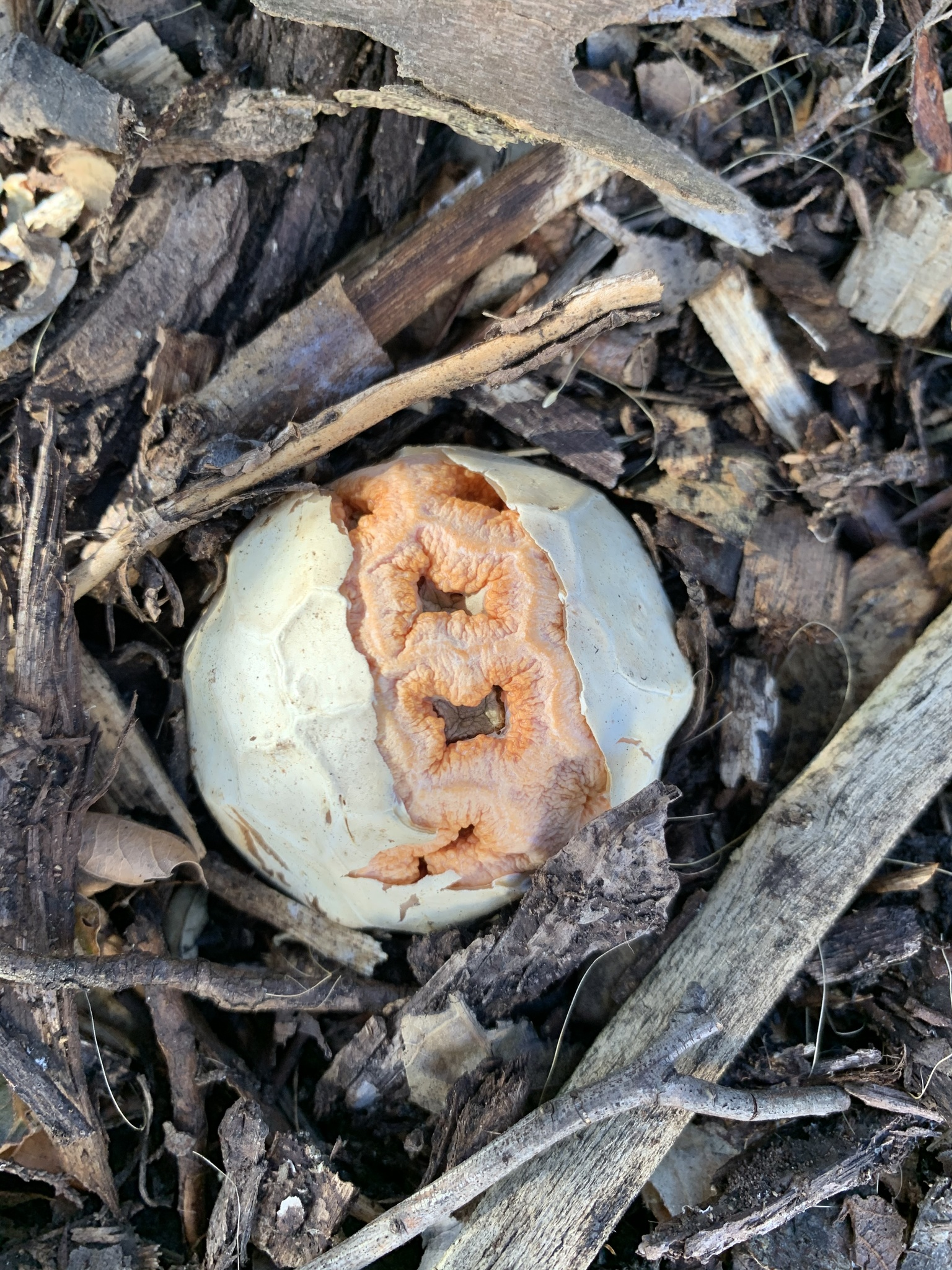

## Možnost záměny
- Květnatec Archerův (Anthurus archeri) - na rozdíl od mřížovky se vyvinutá plodnice rozpadá hned na počátku[1]